# Japan Golf Tour Championship
Japan Golf Tour Championship Mori Building Cup Shishido Hills  (日本ゴルフツアー選手権 森ビルカップ 宍戸ヒルズ Nihon gorufu tsuā senshuken moribiru kappu shishido hiruzu) är en årligt arrangerad golftävling på den japanska golftouren. Tävlingens nuvarande titelsponsor är Mori Building. Tävlingen har spelats på Shishido Hills Country Club sedan 2003, men spelades innan dess (2000–2002) på Horai Country Club.

## Vinnare
| År                                                            | Spelare                                                       | Nationalitet                                                  | Resultat                                                      | Mot par                                                       |
| Japan Golf Tour Championship Mori Building Cup Shishido Hills | Japan Golf Tour Championship Mori Building Cup Shishido Hills | Japan Golf Tour Championship Mori Building Cup Shishido Hills | Japan Golf Tour Championship Mori Building Cup Shishido Hills | Japan Golf Tour Championship Mori Building Cup Shishido Hills |
| ------------------------------------------------------------- | ------------------------------------------------------------- | ------------------------------------------------------------- | ------------------------------------------------------------- | ------------------------------------------------------------- |
| 2017                                                          | Shaun Norris                                                  | Sydafrika                                                     | 271                                                           | −13                                                           |
| 2016                                                          | Yosuke Tsukada                                                | Japan                                                         | 282                                                           | −2                                                            |
| 2015                                                          | Liang Wen-Chong                                               | Kina                                                          | 270                                                           | −14                                                           |
| 2014                                                          | Yoshitaka Takeya                                              | Japan                                                         | 271                                                           | −17                                                           |
| Japan Golf Tour Championship Shishido Hills                   |                                                               |                                                               |                                                               |                                                               |
| 2013                                                          | Satoshi Kodaira                                               | Japan                                                         | 274                                                           | −14                                                           |
| Japan Golf Tour Championship Citibank Cup Shishido Hills      |                                                               |                                                               |                                                               |                                                               |
| 2012                                                          | Yoshinori Fujimoto                                            | Japan                                                         | 271                                                           | −13                                                           |
| 2011                                                          | Park Jae-bum                                                  | Sydkorea                                                      | 278                                                           | −6                                                            |
| 2010                                                          | Katsumasa Miyamoto                                            | Japan                                                         | 279                                                           | −5                                                            |
| UBS Japan Golf Tour Championship Shishido Hills               |                                                               |                                                               |                                                               |                                                               |
| 2009                                                          | Yuji Igarashi                                                 | Japan                                                         | 276                                                           | −8                                                            |
| 2008                                                          | Hidemasa Hoshino                                              | Japan                                                         | 272                                                           | −12                                                           |
| 2007                                                          | Shingo Katayama                                               | Japan                                                         | 271                                                           | −9                                                            |
| 2006                                                          | Tatsuhiko Takahashi                                           | Japan                                                         | 273                                                           | −7                                                            |
| Japan Golf Tour Championship Shishido Hills Cup               |                                                               |                                                               |                                                               |                                                               |
| 2005                                                          | Kazuhiko Hosokawa                                             | Japan                                                         | 273                                                           | −7PO                                                          |
| 2004                                                          | SK Ho                                                         | Sydkorea                                                      | 279                                                           | −5PO                                                          |
| 2003                                                          | Toshimitsu Izawa                                              | Japan                                                         | 270                                                           | −14                                                           |
| Japan Golf Tour Championship iiyama Cup                       |                                                               |                                                               |                                                               |                                                               |
| 2002                                                          | Nobuhito Sato                                                 | Japan                                                         | 268                                                           | −20                                                           |
| 2001                                                          | Katsumasa Miyamoto                                            | Japan                                                         | 273                                                           | −15                                                           |
| JGTO TPC iiyama Cup                                           |                                                               |                                                               |                                                               |                                                               |
| 2000                                                          | Toshimitsu Izawa                                              | Japan                                                         | 203*                                                          | −13                                                           |

PO Indikerar vinst i särspel.
* Indikerar att tävlingen spelats över 54 hål p.g.a. dåligt väder.